# Йоунас Кристьяунссон (учёный)
Йоунас Кристьяунссон (исл. Jónas Kristjánsson; 10 апреля 1924 — 7 июня 2014) — исландский учёный и писатель, бывший директор Института исландских исследований Арни Магнуссона. На этом посту он сыграл решающую роль в возвращении исландских рукописей в Исландию из Дании, представляя Исландию на переговорах с датскими властями в 1972—1986 годах.

## Биография
Йоунас был преподавателем в кооперативном торговом училище в 1952—1955 годах, архивариусом в Национальном архиве Исландии в 1957—1963 годах и директором Института исландских исследований Арни Магнуссона в 1972—1994 годах (с этой должности он ушёл на пенсию). 1978—1979 годы провёл в Великобритании. Был членом Норвежской академии наук. 31 мая 1991 года получил степень почётного доктора гуманитарного факультета Уппсальского университета, Швеция.

## Работы
В своей докторской диссертации 1972 года «Um fóstbræðra sögu» представил новые аргументы относительно датировки «Саги о Названых Братьях», утверждая, что она не архаичная, как считалось ранее, а относительно поздняя.
Йоунас был редактором исландских текстов, в частности, «Dínus saga drambláta», «Viktors saga ok Blávus»; ряда саг для серии Íslenzk fornrit, в редакционный совет которой он входил с 1979 года, включая Svarfdæla saga; курировал издания «Саг о епископах» вместе с Тоурдюром Инги Гвюдйоунссоном; совместно с Вьестейдном Оуласоном редактировал издание «Старшей Эдды» 2014 года.
Йоунас написал два исторических романа и перевёл на исландский язык «Жизнь Греции» Уилла Дюранта и «Смерть коммивояжёра» Артура Миллера.